# NGC 6007
NGC 6007 је спирална галаксија у сазвежђу Змија која се налази на NGC листи објеката дубоког неба.
Деклинација објекта је + 11° 57' 35" а ректасцензија 15h 53m 23,2s. Привидна величина (магнитуда) објекта NGC 6007 износи 13,1 а фотографска магнитуда 13,8. NGC 6007 је још познат и под ознакама UGC 10079, MCG 2-40-18, CGCG 78-95, IRAS 15510+1206, PGC 56309.